# Kampot-Pfeffer

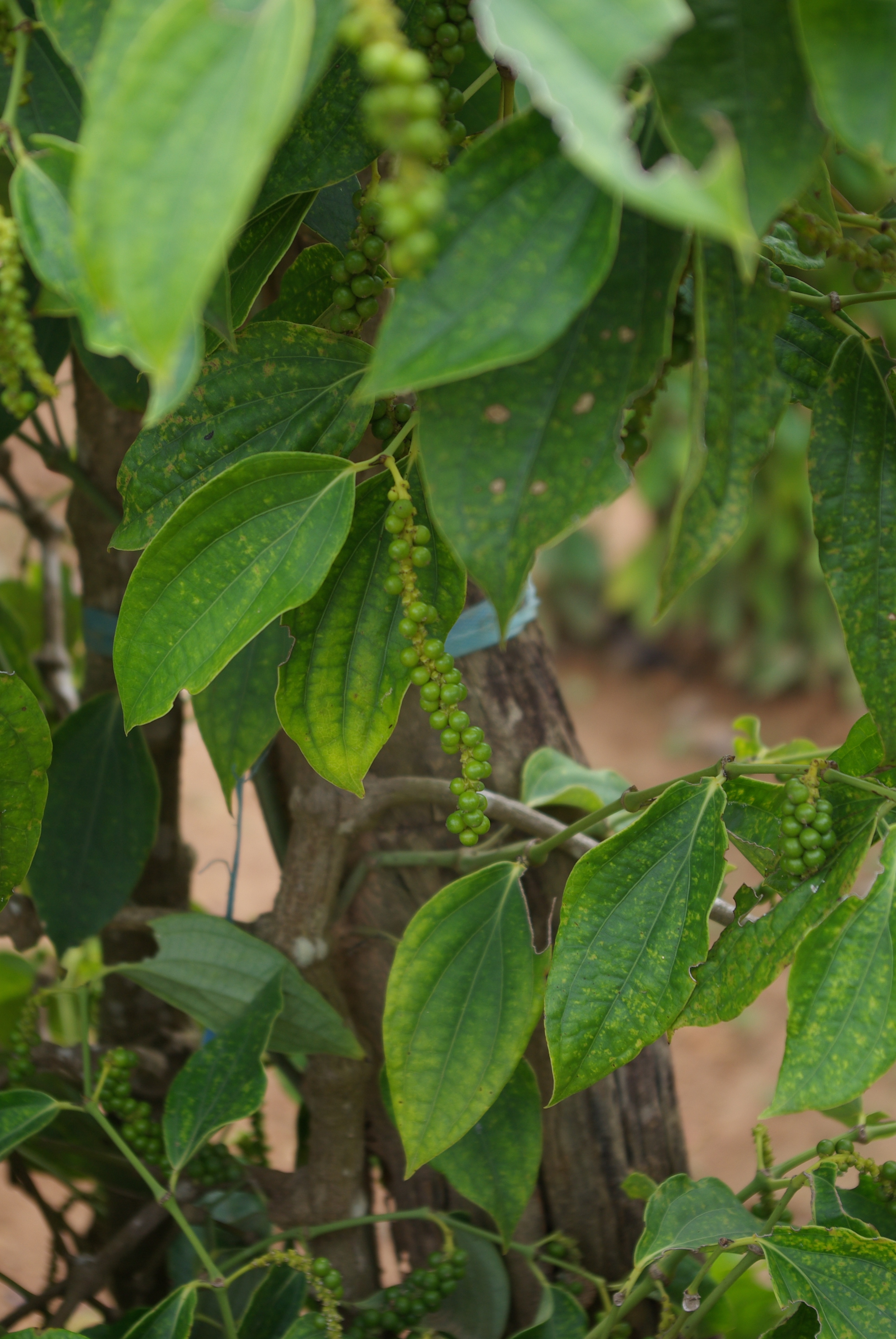
Grüner Kampot-Pfeffer

Als Kampot-Pfeffer (franz. poivre de kampot, engl. kampot pepper) wird Pfeffer bezeichnet, der in den Provinzen Kampot und Kep in Kambodscha nach vorgeschriebenen Richtlinien angebaut wird. Der Name „Kampot-Pfeffer“ ist eine geschützte geografische Angabe. Kampot-Pfeffer gehört zur Pflanzenart Piper nigrum aus der Familie der Pfeffergewächse (Piperaceae).
Die geografische Herkunft ist in einem Pflichtenheft beschrieben, das Regeln für die Herstellung (z. B. Auswahl der Parzellen, Hygiene) des Kampot-Pfeffers festlegt. Außerdem sind in dem Pflichtenheft Regeln für die Weiterverarbeitung (z. B. Trocknung, Auslese), die Verpackung und die Rückverfolgbarkeit festlegt. Das Pflichtenheft für den Anbau von Kampot-Pfeffer wird von der KPPA (Kampot Pepper Promotion Association) herausgegeben. Es verbietet zum Beispiel die Verwendung von chemischen Düngemitteln.

## Geschichte

### Anfang
Erste Hinweise auf den Pfefferanbau in Kambodscha gehen zurück ins 13. Jahrhundert. Dort finden sich Erwähnungen in den Aufzeichnungen des chinesischen Forschers Tcheou Ta Kouan.
Der intensive Pfefferanbau, in dessen Tradition auch der aktuelle Pfefferanbau in Kampot steht, lässt sich bis in die 1870er Jahre zurückverfolgen. Damals wurde die Pfefferproduktion aus Indonesien in andere Teile Südostasiens verlegt. Der Sultan von Aceh herrschte in Indonesien über eine der größten Pfefferproduktionen. Bedroht von holländischen Eroberern, brannte er seine Pfefferplantagen und damit einen Teil seiner Reichtümer nieder, anstatt sie den Invasoren zu überlassen. Ein Großteil der Pfefferproduktion Südostasiens wurde daraufhin in die Provinz Kampot verlagert, die durch den florierenden Handel mit Pfeffer einen großen Aufschwung erlebte. 

### Kolonialzeit
Von den 8.000 Tonnen Gesamternte des Kampot-Pfeffers, die Anfang des 20. Jahrhunderts in der Region produziert wurden, exportierte man 4.130 Tonnen nach Frankreich.

### Zeit der Roten Khmer
1960 gab es in Kampot noch rund 1 Million Pfefferpflanzen. Die Tradition des Pfefferanbaus ging durch die Machtergreifung der Roten Khmer 1975 fast verloren. Das Regime um den Diktator Pol Pot wollte aus Kambodscha einen Bauernstaat machen und musste, um die Bevölkerung ernähren zu können, die Flächen der Pfefferplantagen für Reis- und Gemüseanbau nutzbar machen. Dadurch verschwand der Kampot-Pfeffer komplett vom Weltmarkt und geriet in Vergessenheit.

### Wiederbelebung
Die Wiederbelebung des Pfefferanbaus läuft seit den 1990er Jahren. Im Jahre 2005 wurde die Organisation Farmlink mit dem Ziel gegründet, die Kleinbauern in der Region Kampot bei der Rekultivierung der traditionellen Pfefferpflanzen und beim traditionellen Pfefferanbau zu unterstützen. Außerdem half Farmlink den Kleinbauern dabei, den Pfefferanbau zu effektivieren und eine Verbindung zu den westlichen Absatzmärkten herzustellen.

## KPPA
Die Kampot Pepper Promotion Association, kurz KPPA, besteht aus 12 ständigen Mitgliedern, die alle vier Jahre von den Mitgliedern gewählt werden. Präsident ist Ngoun Lay (Stand Juni 2019). Nur Mitgliedern, die von der KPPA zugelassen sind und eine Registrierung bekommen, ist es erlaubt, ihren Pfeffer als „Kampot-Pfeffer“ zu verkaufen. Zurzeit sind 344 Produzenten von Kampot-Pfeffer bei der KPPA registriert.
Die Hauptaufgabe der KPPA besteht im „Schutz und der Vermarktung“ des Kampot-Pfeffers. Sie soll dafür sorgen, dass nur echter Kampot-Pfeffer auch als solcher verkauft wird. Zu diesem Zwecke muss echter Kampot-Pfeffer mit den Logos der KPPA ausgezeichnet werden und über einen Code bis zum Bauern zurückverfolgbar sein.

## Regeln zur Produktion

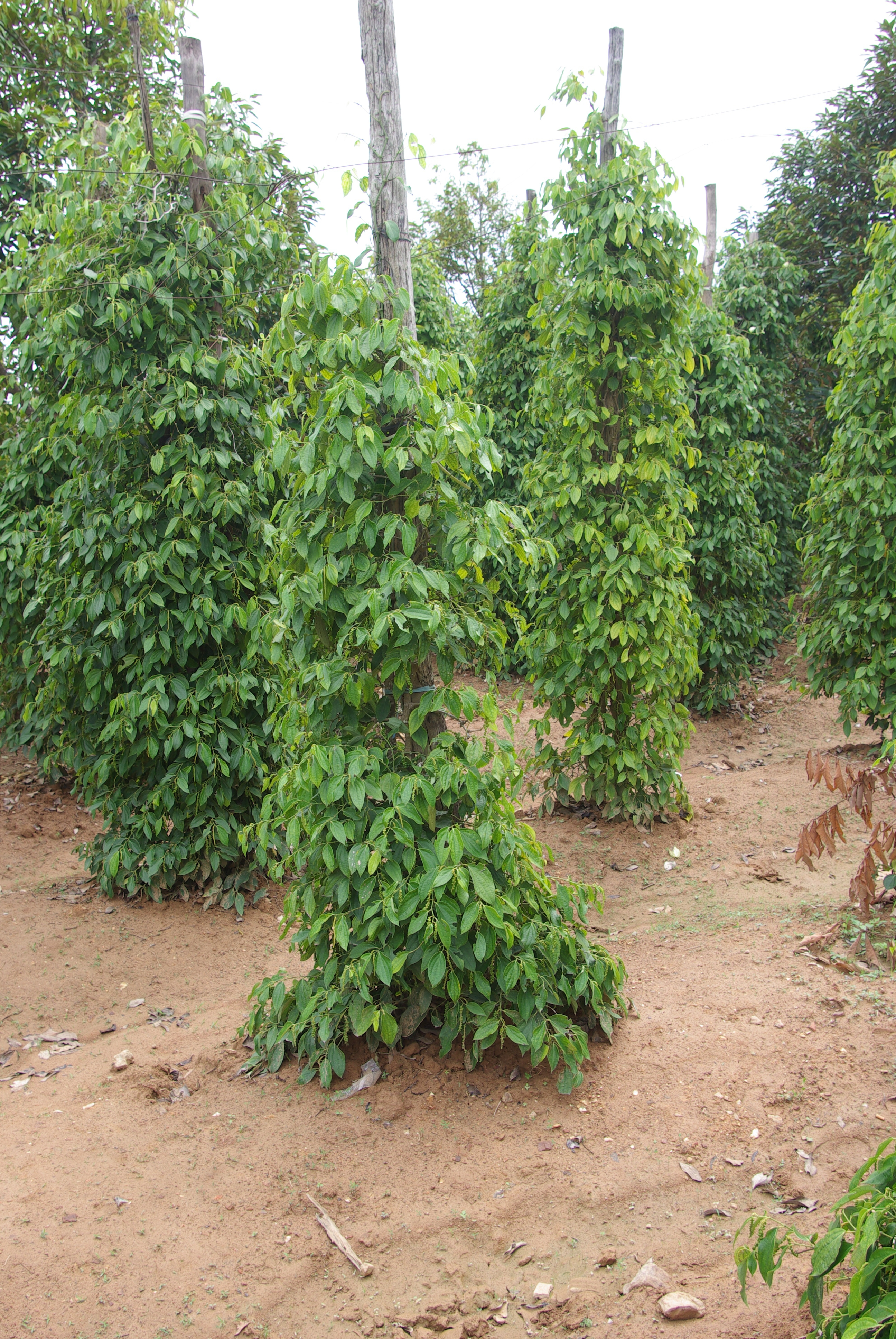
Kultivierter Kampot-Pfeffer

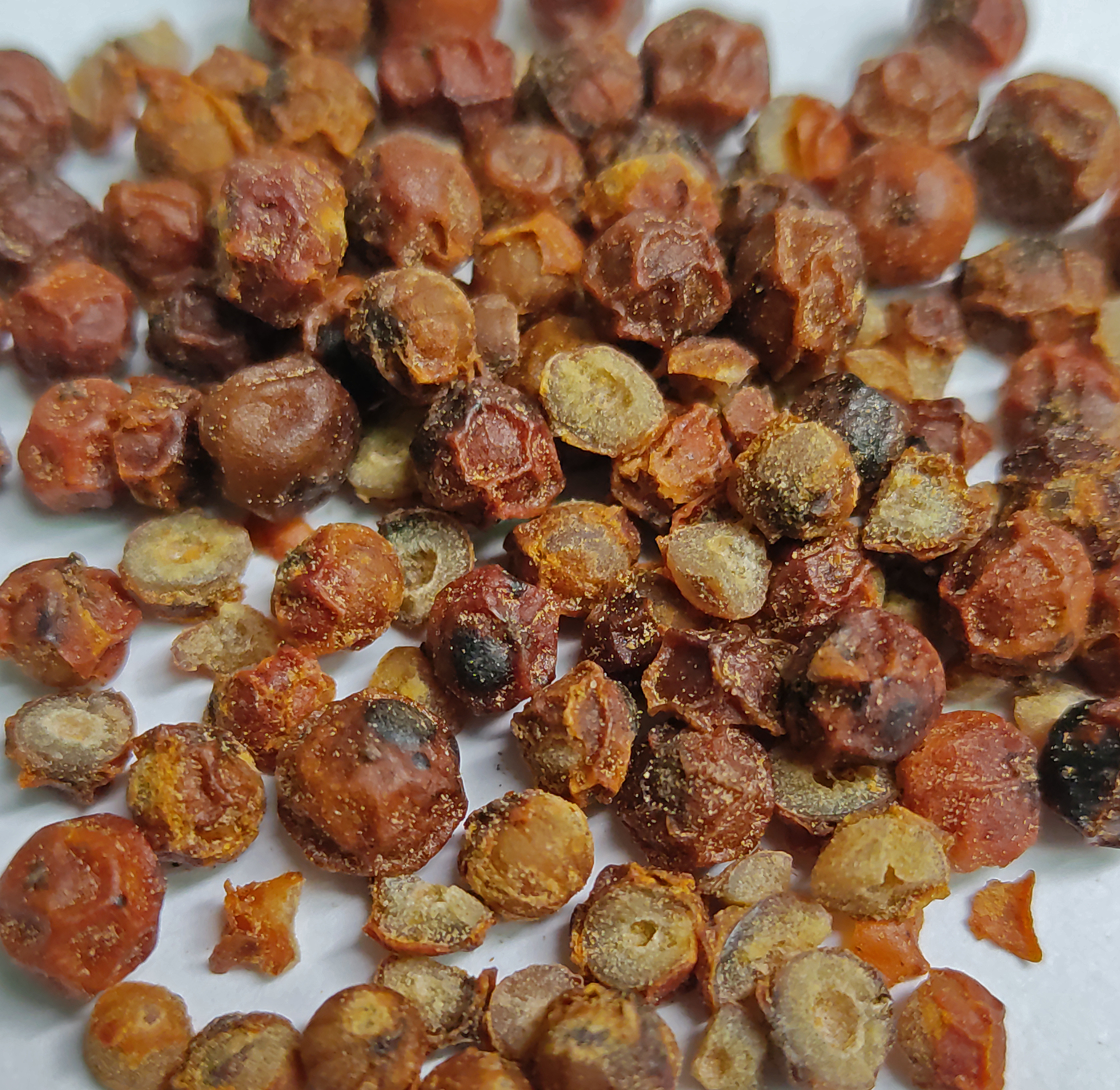
Roter Kampot-Pfeffer (getrocknete Früchte)

Im Pflichtenheft der KPPA (Kampot Pepper Promotion Association) sind die Regeln festgeschrieben, unter denen Kampot-Pfeffer angebaut werden soll. Dazu gehören unter anderem:

### Art der Pflanzen und Stecklinge
Es gibt zwei Sorten des Pfefferstrauchs, die von den Bauern in Kampot verwendet werden dürfen: „Kamchay“ und „Lampong“ (oder „Belantoeung“), die lokal als „große Blätter“ und „kleine Blätter“ bekannt sind. Die Replikation erfolgt durch Stecklinge. Das Pflichtenheft der geografischen Angabe verbietet die Verwendung anderer Sorten.

### Verwendete Dünger
Die Düngung wird das ganze Jahr über auf verschiedene Arten durchgeführt: Zugabe von neuem Boden, sogenanntem „jungfräulichem Boden“. Zugabe von Kuhdung und Fledermausdung (Guano). Einige Bauern stellen auch Düngemittel aus Reisfeldkrabben, Rinderknochen und Garnelenhaut her, die ebenfalls zugelassen sind.
Das Pflichtenheft zur Einhaltung der „Geschützten Geografischen Herkunft“ der KPPA verbietet die Verwendung chemischer Düngemittel.

### Bewässerung
Die Bewässerung ist für den Pfefferanbau von größter Bedeutung. Wenn es in der Regenzeit reichlich regnet, ist in der Trockenzeit eine Bewässerung erforderlich, da eine Pflanze alle 3 Tage 15 Liter Wasser benötigt. Die meisten Plantagen in Kampot werden manuell mit Wasser aus nahe gelegenen Brunnen bewässert.

### Art der Schädlingsbekämpfung
Die Produzenten in Kampot stellen meistens selbst natürliche Pestizide auf der Basis lokaler Pflanzen, wie zum Beispiel Tabak und Niem, her. Das Pflichtenheft erlaubt nur die Verwendung natürlicher Pestizide.

### Art der Böden
Plantagen dürfen nur auf speziellen Böden entstehen, wie man sie in der Region rund um das Phnom-Vao-Gebirge findet. Der Boden muss vor allem porös sein, damit das Wasser während der Regenzeit gut abfließen kann.

## Produktionsmengen
Weltweit werden 380.000 Tonnen Pfeffer der Pflanze piper nigrum produziert (Stand 2018). In Kambodscha beläuft sich die Gesamtproduktion der Pflanze piper nigrum auf circa 20.000 Tonnen. Von den registrierten Mitgliedern der KPPA wurden im Jahr 2016 circa 60 Tonnen Kampot-Pfeffer produziert.

## Aroma und Aromaqualität
Kampot-Pfeffer gilt als besonders aromatisch. Die Duftmoleküle, die für das Aroma des Kampot-Pfeffers verantwortlich sind, dienen den Pflanzen als Sexuallockstoff zur Fortpflanzung und als Waffe gegen Fressfeinde. Entscheidend für die Aromaqualität ist die Zusammensetzung und die Menge der enthaltenen Aromen. Diese werden stark beeinflusst durch den Boden und das Klima, in dem die Pflanze wächst, aber auch durch die Art und Weise, wie angebaut wird. Die Region Kampot mit ihren Böden, den klimatischen Bedingungen und ihren Anbauvorschriften sorgt für das spezielle Aroma des Kampot-Pfeffers.